# Helòhids
Els helòhids (Helohyidae) foren una família d'artiodàctils prehistòrics que visqueren durant l'Eocè. El registre fòssil suggereix que la família aparegué a Nord-amèrica i que posteriorment s'estengué a Àsia.